# Srpski jezik
Srpski jezik (ćirilica: српски језик) slavenski je jezik zapadnojužnoslavenske grane. U službenoj je uporabi u Republici Srbiji, Bosni i Hercegovini, Crnoj Gori i u Republici Kosovu, a u kulturnoj je uporabi u većem broju zemalja diljem svijeta gdje postoje srpske etničke zajednice. Materinski je jezik najmanje 7 020 550 ljudi, poglavito u Srbiji (6 200 000, 2006.), zatim 297 000 u Albaniji (2007.); 1 300 000 u Bosni i Hercegovini (2004.); 265 895 u Crnoj Gori (2011.); 45 004 u Hrvatskoj (2021.); 33 300 u Sjevernoj Makedoniji (2001.); 27 000 u Rumunjskoj (popis 2002.); 4 160 u Rusiji (popis 2002.); 20 000 u Turskoj (1980.). Prema srpskom jezikoslovcu Ranku Bugarskom ukupni broj govornika srpskoga jezika je oko 12 milijuna ljudi.
Srpski jezik ima dva refleksa jata: ekavicu i ijekavicu. Oba su oblika ravnopravna u standardnome jeziku kao slobodan izbor, a njihova je uporaba ograničena isključivo konzistencijom (miješanje nije dozvoljeno).

## Jezik Srba i srpski jezik
Kao i kada su drugi jezici u pitanju, nužno je razgraničiti pojam jezičnih sastava kojima se Srbi kao etnicitet služe od standardnog jezika koji se upotrebljava u državnim i kulturnim institucijama.
Strukturalna lingvistika (kao dominantan pravac u jezikoslovlju 20. st.) i standardologija razlikuju dijakronijski i sinkronijski pristup jeziku. Prvi opisuje jezičnu povijest, tj. kako su se vremenski mijenjale strukturalne značajke jezika, dok sinkronija daje opis sadašnjega ustroja jezičnoga sustava. U ovome ćemo tekstu kratko prikazati povijesni razvoj srpskoga jezika, dok je gramatički opis suvremenoga standardnoga jezika izostavljen.
Osnovna namjena ovakvog prikaza je prikaz osobina nastanka standardnog jezika. Zato se ovdje ograničavamo na prikaz povijesti standardnog srpskog jezika, čiji je jedan dio i suvremeni standardni srpski jezik.

### Dijalekti srpskog jezika
Na osnovi novoštokavskih ijekavskih dijalekata kojima govore Srbi na području Bosne i Hercegovine, te Hrvatske (ne-Srbi na tom području bili su do 20. stoljeća pretežno ikavci, te su upotrebljavali drukčiji sustav naglasaka, donekle drugačiju gramatiku i u određenoj mjeri različit leksik) nastala je varijanta srpskog jezika kakva se danas upotrebljava u BiH, kao službeni jezik uz hrvatski i bošnjački jezik.
Na području Republike Srbije, govornici srpskog jezika govore prizrensko-timočkim (torlačkim), kosovsko-resavskim i šumadijsko-vojvođanskim dijalektima. Šumadijsko-vojvođanski dijalekti zahvaćaju najurbaniziraniji dio Srbije s glavnim kulturalnim središtima, te predstavlja glavni izvor utjecaja na daljnji razvoj jezičnog standarda.

### Međusobni odnos s hrvatskim i bošnjačkim jezikom
U 19. stoljeću je – u prvom redu zahvaljujući lingvističkom radu Vuka Stefanovića Karadžića i Đure Daničića – prihvaćen u standardni (službeni) jezik na području današnje Srbije znatan utjecaj iz jezika kakvim su govorili Srbi na području BiH i Hrvatske; obzirom na povratni utjecaj jezika kakvog se govorio u Srbiji na govor Srba u BiH, može se danas prepoznati jezik kakvim govore Srbi u BiH kao varijantu onog jezika koji predstavlja službeni jezik u Srbiji.
Za vrijeme Kraljevine Jugoslavije i SFRJ učinjen je velik (makar neuspješan) napor radi stvaranja jedinstvenog srpskohrvatskog jezika, u čemu su u srpski standard ušli znatni utjecaji hrvatskog književnog jezika.
Kao odjek povijesnih nastojanja da se objedine sva područja koja nastavaju Srbi u jednu državu, nerijetko se i danas iznose – zastarjele i netočne – teorije o tome da svi Bošnjaci i Hrvati zapravo govore narječjima srpskog jezika, osim hrvatskih kajkavaca (koji da govore narječjem Slovenskog jezika), pri čemu teoretičari zanemaruju činjenicu postojanja dijalektalnog kontinuuma na cjelokupnom južnoslavenskom području od Alpa do Crnog mora – sličnog takvim kontinuumima na germanskom, romanskom, zapadnoslavenskom i drugim područjima, gdje pripadnici susjednih naroda posve redoito govore srodnim narječjima. Tako primjerice govornici srpskog standardnog jezika s područja jugozapada Srbije govore torlačkim dijalektom, kojim govore etnički Makedonci i Bugari iz susjednih područja tih dviju država (te čak i dvadesetak tisuća etničkih Bugara koji žive na području Srbije uz Bugarsku granicu). Stoga se može govoriti o južnoslavenskim dijalektima – koji mogu biti tretirani kao narječje jednog jezika jedino ako njime govore pripadnici samo jednog naroda, kakav je slučaj s čakavicom. Drugi teoretičari – koji smatraju da su bosanski i hrvatski standardi zapravo samo regionalne inačice srpskog jezika – zanemaruju činjenicu da suvremeni standardni južnoslavenski jezici nisu nastali pukim »ustoličenjem« jednog od dijalekata za standardni jezik, koliko god utjecaj jednog od dijalekata bio važan u oblikovanju standarda. Osobito je to uočljivo kod hrvatskog jezika, na čiji su standard uvelike utjecali bogati slojevi hrvatske književnosti iz vremena prije standardizacije. Na formiranje srpskog standarda, pak, uvelike su utjecali dokumenti iz ranih faza srbijanske državnosti u 19. stoljeću, poput jezično utjecajnog Srpskog građanskog zakonika iz 1844. godine (čiji je najveći dio bio u primjeni sve do 1978. godine), autor čijeg je teksta bio srpski pravnik i književnik Jovan Hadžić, istaknuti protivnik jezične reforme Vuka Stefanovića Karadžića i njegovih nastojanja da istočnohercegovački dijalekt učini osnovicom srpskog jezika.
Također, ovdje treba primijetiti da od svih zapadnoštokavskih dijalekata, Srbi (u većem broju) koriste samo jedan, miješanu novoštokavsku (i)jekavicu.

## Povijest srpskog standardnog jezika

### Pretpovijest
Poznata prapovijest (nepisana povijest) srpskog jezičnog prostora seže u vrijeme indoeuropske etničke i jezične zajednice. Na prostoru od Ukrajine do Podunavlja tijekom Neolitika postojala je zajednica ljudi danas poznata pod naknadno dodijeljenim imenom Indoeuropljana.
Ta se jezična zajednica pred kraj Neolitika raspala prvo u dvije skupine: kentum i satem. Prva skupina, koja se nalazila zapadnije, dobila je ime po klasičnom latinskom izgovoru broja sto (centum), a što se očitovalo u refleksu palatalnoga glasa »k«, koji se razvio u zadnjenepčani (»obični«) glas »k«. Među ostalima, kentumskoj skupini Indoeuropljana pripadaju germanske, italske i keltske grupe naroda, kao i izolirane etničke skupine, među kojima su Grci i Toharci. Što se balkanskih prostora tiče, pretpostavlja se da su Iliri pripadali kentumskoj grupi indoeuropskih naroda. Druga, istočnija skupina dobila je ime po sanskrtskom izgovoru broja sto (satem), prepoznatljivom po refleksu palatalnoga glasa »k« koji se razvio u zubni glas »s«. Satemskoj grupi Indoeuropljana pripadaju slavenske, baltičke, iranske i indijske grupe naroda, kao i izolirane etničke skupine poput Albanaca. Pretpostavlja se da su na Balkanu Tračani pripadali satemskoj skupini indoeuropskih naroda.
U okviru satemske skupine izdvojila se balto-slavenska etničko-jezična grupa. Jezične sličnosti među baltičke i slavenske skupine jezika su do te mjere brojne, da se prilikom proučavanja povijesti slavenskih jezičnih struktura često upotrebljavaju oblici iz suvremenih baltičkih jezika, čiji su pripadnici bili izoliraniji, pa su tako i sačuvali više starijih jezičnih oblika.
Sa sigurnošću se može tvrditi da je praslavenski jezik u svojoj konačnoj fazi postojao u 9. stoljeću, jer su bizantski misionari Ćiril i Metod, normiravši slavenski jezik na osnovi narječja Slavena nastanjenih oko Soluna, bez teškoća svoju zadaću obavljali u oko tisuću kilometara sjevernijoj Moravskoj. Na osnovi toga se može zaključiti da je balto-slavenska jezična zajednica postojala i početkom prvog tisućljeća prije nove ere.

### Pisma
Ako zanemarimo do sada nedostatno potvrđene, no faktografski utemeljene znanstvene hipoteze o prethodnim slavenskim (pa time i srpskim) pismima, može se reći da se, u razičitim razdobljima srpski književni (standardni) jezik pisao latinicom, glagoljicom i ćirilicom.
U srpskom jeziku je – u doba stvaranja jedinstvene srpske srednjovjekovne feudalne države i definitivnog priklanjanja bizantskom kulturnom krugu u doba Stefana Prvovenčanog Nemanjića i njegovoga brata Svetog Save (Rastko Nemanjić) – prevladala ćirilica, tj. grafija stvorena u Bugarskoj na dvoru Konstantina Preslavskog sredinom 9. stoljeća.
Od 11. stoljeća pa sve do polovice 20. st. jedino pismo u masovnoj kulturnoj upotrebi Srba u Srbiji bilo je ćirilica; Srbi Austro-Ugarske upotrebljavali su latinicu stoljećima[nedostaje izvor]. 
Od polovice 19. stoljeća i stvaranja srpsko-hrvatskog jezičnog dogovora, prvo mjestimice, a potom sve intenzivnije, Srbi su počeli koristiti latinicu. Najbitniji srpski kulturni djelatnik druge polovice 19. stoljeća, Đuro Daničić, zacrtao je, u svojstvu tajnika JAZU, temeljna načela na kojima je (uz neke preinake) u sljedećih stotinjak godina izdavan Rječnik Jugoslavenske akademije znanosti i umjetnosti. Daničić je odredio posebne grafeme za hrvatske latinične digrafe ⟨dž⟩, ⟨lj⟩, ⟨nj⟩, no taj je oblik latinice ostao u porabi samo u filološkim izdanjima, pretežito hrvatskim, no i srpskim. Jedino je Daničićev prijedlog za bivše ⟨dj⟩ ili ⟨gj⟩, 
u obliku ⟨đ⟩, općeprihvaćen nakon uvedbe Brozova »Hrvatskoga pravopisa«.
Ujedinjenjem u Kraljevinu Srba, Hrvata i Slovenaca (kasnije Kraljevinu Jugoslaviju), latinica je postala ravnopravno [nedostaje izvor] službeno pismo i tada je formalizirana težnja ujedinjenja hrvatskog i srpskog jezika.
Unitaristički i velikosrpski[nedostaje izvor] krugovi u KPJ su, nakon što je Komunistička partija Jugoslavije došla na vlast 1945. radili na stvaranju unificiranog jezika, t.zv. srpskohrvatskog, ne ustezavši se pri tome i od uporabe sile u zatiranju jezičnih razlika i nasilnom spajanju, kao i u primjeni raznih metoda represije prema svima koji su se odupirali takvoj politici[nedostaje izvor]. U drugoj polovici [nedostaje izvor]  dvadesetog stoljeća isti krugovi su inicirali nasilno spajanje hrvatskog standardnog jezika i srpskog standardnog jezika, pri čemu se ta dva jezika u nazivlju često nije nazivalo njihovim imenima, nego nekakvom »zapadnom« (hrvatskom) i »istočnom« (srpskom) inačicom »zajedničkog« jezika.
Težnja se ogledala u ujednačavanju različitih jezičnih oblika na štetu hrvatskog, uključujući i u ujednjačavanje pisma. Smatra se da se tom razdoblju upotreba latinice institucionalno podupirala na štetu ćirilice[nedostaje izvor]. Danas pravopisi srpskog jezika oba pisma smatraju standardnim pismima srpskog standardnog jezika.
Ćirilica je jedino službeno pismo (pismo državne uprave) u Republici Srbiji na cijelom njenom teritoriju, kao i u Republici Srpskoj, dok u Republici Crnoj Gori službeno pismo kao takvo ne postoji, već se prema vlastitim željama može rabiti bilo koje od dva pisma i za administrativne potrebe. Međutim, i u Srbiji kao i u Crnoj Gori, ne postoji ograničenje upotrebe latinice u svim ostalim životnim područjima (mediji, trgovina, publicistika, itd), a latinica se, kao i ćirilica, uči u sklopu nastavnog programa u srbijanskim državnim osnovnim školama, sukladno odlukama »Odbora za standardizaciju srpskog jezika«, kao mlađe standardno pismo srpskog jezika.

### Standardni oblici jezika
Srpski jezik kao standardni idiom izražavanja srpske nacionalne kulture prošao je tijekom povijesti nekoliko faza. Od prvih pisanih spomenika koji se nesporno mogu pripisati srpskomu jezičnomu korpusu (11./12. stoljeće), srpski se jezik oblikovao dvama istodobnim procesima: spontanim glasovnim i oblikoslovnim promjenama pučkih govora na razini jezika kao sustava narječja s jedne strane, te svjesnim standardizacijskim zahvatima koje je propisivala društveno-uljudbena elita, koju su motivirale ponajviše vjerskopolitičke potrebe i ciljevi. Takva je situacija, zbog sve većeg raskoraka između propisane književnojezične norme i narodnih govora, vremenom rezultirala djelomičnom paralizom komunikacijske funkcije jezika. Srpski jezik se, na razini narječja, pokuša li se ugrubo rekonstruirati njegova evolucija, od 12. do 15. stoljeća iskristalizirao kao štokavsko narječje u sklopu južnoslavenskoga sustava dijalekata, a od 15. do 18. stoljeća spektar novoštokavskih dijalekata već se bio stabilizirao, uz preostale nenovoštokavske dijelekte i rubno, torlačko narječje. Koncem 18. i početkom 19. stoljeća, uvjetovan značajnim društvenim promjenama (afirmacija srpske građanske klase u Habsburškoj monarhiji i srpski ustanci u Osmanskom carstvu), stvoren je normativni tlak nužan za radikalni prijelom s prošlošću, utjelovljen u djelu etnologa, folklorista i jezikoslovca Vuka Karadžića. No, pođimo redom:
- Prvu kodifikaciju srpskog jezika napravio je Sveti Sava oko 1220. Njegovo najizrazitije djelo u tom smislu predstavlja Karejski tipik. On je prvi napravio oštar rez od staroslavenskoga jezika kao općeslavenske koine prema srpskoslavenskoj jezičnoj normi, tj. staroslavenskom srpske recenzije. Izbacio je iz upotrebe slova koja su služila za obilježavanje nazalnih vokala a koji su do tog vremena već dali svoje nenazalne reflekse. Kako su se poluglasnici dotad ujednačili, Sv. Sava je izbacio znak za poluglasnik stražnjeg reda (debelo jer) i ostavio samo znak za poluglasnik prednjeg reda (tanko jer), koje je označavalo poluglasnik srednjeg reda. Ta je reforma rezultirala raškim pravopisom, koji je dobro odgovarao fonološkim značajkama srpskoga jezika onoga doba, a čiji su istaknuti spomenici, među inim, spisi Sv. Save i Dušanov zakonik.

- Sljedeća reforma dogodila se u Srbiji u vremenu privremene revitalizacije srpske državnosti tijekom vladavine despota Stefana Lazarevića. Nakon rasapa srpske srednjovjekovne države koji je prouzročila turska invazija, novonastali društveni odnosi vodili su sve većem utjecaju Srpske pravoslavne crkve kao baštinika kulturnih i nacionalnih tradicija nemanjićkoga razdoblja. Budući da su glavne silnice djelovale u smjeru jačanja veza s istočnokršćanskom ekumenom, od Bugarske i Bizanta do Rusije, nije neočekivano što je oko 1400. Konstantin Filozof, bugarski pismoznanac, pozvan da preoblikuje srpsku pismenost. U manastiru Manasija je, pod njegovim vodstvom, oblikovan novi, resavski pravopis koji je esencijalno arhaizirao i grecizirao srpsku jezičnu normu i s jezikoslovnoga motrišta predstavljao, u odnosu na Savinu kodifikaciju, korak natrag. Bez fonoloških potreba uveden je ponovno znak za tvrdi poluglasnik, kao i određeni broj drugih pravopisnih pravila čiji je cilj bio da se standardni srpskoslavenski jezik po svojim osobinama približi tadašnjoj bugarskoj normi, što je u praksi značilo povratak na arhaičnije oblike staroslavenske koine, s vidljivim grčkim utjecajem u slovopisu i pravopisu. Taj oblik jezika bijaše prestižnim u 15. i 16. stoljeću, pa su se mnoge knjige namijenjene Bugarskoj, Makedoniji, pa i Rusiji pisale i tiskale u srpskom jeziku resavske ortografije. Primjeri toga jezika nalaze se u Slovu Ljubve Stefana Lazarevića, Tricarstveniku Pahomija Logoteta i Životu despota Stefana Konstantina Filozofa. Tijekom razdoblja između 16. i 18. stoljeća pismenost Srba se petrificirala, a jedini bitan ostatak stare srednjovjekovne kulture nalazio se u manastiru Rača. Predstavnici te škole nazvani su Račanima. Najistaknutiji predstavnik Račana bijaše Gavril Stefanović Venclović, koji pokazuje izrazitu dvojezičnost u pisanju: sakralne je knjige pisao po pravopisu resavske škole, dok je puku namijenjene propovijedi zapisivao narodnim jezikom, začuđujuće sličnim pravopisu i azbuci koje je više od stoljeća i pol kasnije oblikovao Vuk Stefanović Karadžić.
- Nakon Velike seobe 1680-90., pod patrijarhom Čarnojevićem, velik se dio srpskoga naroda našao u okviru Austrije koja ga je pokušala katolicizirati preko unijaćenja, tj. vjerskopolitičkih poteza kojim bi se ukinula samostalnost Pećke patrijaršije koja je okupljala srpski narod. Na civilizacijskom polju, jer se radilo o sličnim južnoslavenskim jezicima, Austrija je smjerala nametnuti neki oblik hrvatskoga (»ilirskoga«) jezika, koji je u vernakularu postojao stoljećima, a doživljavao je procvat u Dalmaciji, Bosni i Slavoniji. Također, pokušavala se ukinuti ćirilica i uvesti latinica u školama koje bijahu pod jurisdikcijom Pećke patrijaršije. Kao otpor tim nastojanjima koja su protumačena kao napadaj na vjerskonarodnosno biće Srba, srpska je crkvena hijerarhija pozvala u pomoć Rusiju Petra Velikoga, koji je poslao određen broj knjiga, udžbenika i učitelja. U zabludi da je ruskoslavenski jezik stariji od srpskoslavenskog, svećenstvo je prihvaćanjem ruske pomoći za svoj službeni jezik uzelo ruskoslavenski jezik, odnosno rusku redakciju staroslavenskog jezika u obliku kakav je bio početkom 18. st. Taj jezik je i danas ostao službeni jezik Srpske pravoslavne crkve, a imao je velikog utjecaja na tadašnji svjetovni jezik.
- Kao odraz na zbivanja u sakralnoj jezičnoj normi nastao je svjetovni jezik, koji je bio mješavina vojvođanskih dijalekata, ruskoslavenskog i ruskog jezika: slavenosrpski jezik. Na tom je jeziku tečajem 18. i 19. stoljeća stvorena osnova za suvremenu srpsku kulturu.

U prvoj polovici 19. stoljeća, uz pomoć tadašnjih vrhunskih filologa, kao što su braća Grimm, austrijskih vlasti koje je predstavljao Jernej Kopitar – Vuk Stefanović Karadžić je reformirao srpsku grafiju i pravopis, praveći veliki rez između dotadašnje slavenosrpske kulture i novog standarda.
Karadžićeva kapitalna djela, među kojima se ističu prvo izdanje »Srpskog rječnika« (1818.), drugo, znatno prošireno (1852.), te prijevod Novoga zavjeta (1847.), postavili su temelje za suvremeni srpski standardni jezik, a znatno su utjecala i na oblik hrvatskoga standardnoga jezika, ponajviše u fazi tzv. hrvatskih vukovaca ili mladogramatičara. Osnovna načela Karadžićeve reforme se mogu sažeti u tri točke: izjednačavanje narodnog i književnoga jezika, tj. ustrajanje na folklornim jezičnim oblicima, za koje se smatralo da su pouzdan vodič zabilježen u narodnim pjesmama i poslovicama; prekid sa svim starijim oblicima srpske književnosti i pismenosti i novo utemeljenje standardnoga jezika bez oslanjanja na tradiciju; i, novoštokavski folklorni purizam, što se očitovalo u čišćenju jezika od crkvenoslavizama koji su identificirani kao ruskocrkvena naplavina koja ne odgovara glasovnoj i gramatičkoj strukturi srpskoga jezika. Na tehničkoj razini, Karadžićeva reforma se manifestirala u novoj srpskoj ćirilici u kojoj su izbačeni nepotrebni poluglasovi, apsorbirani grafemi za lj, nj, dž koje je predlagao Sava Mrkalj, te uveden grafem j iz latinice. Novi fonološki pravopis, primjeren prozirnomu idiomu kakav je srpski, zamijenio je stariji tvorbeno-morfološki. Jezični supstrat bila je novoštokavska ijekavština (»istočnohercegovačko narječje«), koju je Vuk Karadžić stilizirao dijelom i prema hrvatskim pisanim djelima (tjerati mjesto ćerati, hoću mjesto 'oću). No zbog utjecaja srpske građanske klase u Vojvodini i Srbiji, ta je reforma prihvaćena u nešto izmijenjenom obliku: ijekavski refleks jata je zamijenjen ekavskim (dete mjesto dijete). Srpski književni jezik ijekavskoga refleksa jata ostao je u Crnoj Gori, te među Srbima u Bosni i Hercegovini i Hrvatskoj.   
Vukova reforma je 1868. godine uvedena službeno u Srbiji. Daljnji je razvoj dao značajna gramatička, leksikografska, jezičnopovijesna i dijalektološka djela srpskih filologa i jezikoslovaca, među kojima su najutjecajniji Đuro Daničić (2. polovica 19. stoljeća), te Aleksandar Belić i Pavle Ivić (20. stoljeće). Također, došlo je do interferencije s hrvatskim jezikom u dvije Jugoslavije (1918. – 1941., 1945. – 1991.), što je s hrvatske strane shvaćeno kao pokušaj nametanja srpskoga jezičnoga izraza s ciljem državne centralizacije srpskoga uklona, a sa srpske kao zamaskirani pokušaj desrbizacije preko dominacije latinice koja je potiskivala ćirilicu na većem dijelu srpskog i hrvatskog jezičnoga prostora. Činjenica je da su političke prepirke u nemaloj mjeri paralizirale jezikoslovni rad.
Na drugoj strani, srpski jezik odmaknuo se od Karadžićeva ideala silom povijesti: urbanizacija je stvorila tzv. beogradski stil koji je postao elastičnijim sredstvom moderne civilizacije od Vukova rustikalnoga idioma, dok se dio crkvenoslavizama vratio u književni jezik preko Srpske pravoslavne crkve, a i kao znak nacionalnojezičnoga nasljeđa. Moderni je srpski jezik opisan u gramatikama Mihaila Stevanovića i rječniku Miloša Moskovljevića. Djela reprezentativna za najnoviji razvoj su opsežne morfosintaktičke studije Ivana Klajna i Radoja Simića, te nedovršeni »Rečnik srpskohrvatskog narodnog i književnog jezika« u izdanju SANU (godine 2006. izašao je 17. svezak).

## Vanjske poveznice
- Ethnologue (15th) (engl.)
- Srpski rječnik (srp.)
- Aleksandar Mladenović: Istorija srpskog jezika (srp.)
- Aleksandar Milanović: Kratka istorija srpskog književnog jezika (srp.)
- Ivan Klajn: Gramatika srpskog jezika (srp.)
- Ivan Klajn: Rečnik jezičkih nedoumica (srp.)